# New Rochelle
New Rochelle [rəˈʃɛl, roʊ-] ist eine Stadt im Westchester County im US-Bundesstaat New York. Die Stadt liegt etwa 26 Kilometer vom Grand Central Terminal entfernt. 1900 lebten noch 14.720 Einwohner in New Rochelle. 1910 waren es 28.867, 1920 36.213 und 1940 58.408. Im Jahr 2020 belief sich die Bevölkerungszahl auf 79.726 Einwohner. Der Name der Stadt rührt von der französischen Hugenottenfestung La Rochelle her.

## Geschichte

### 17. Jahrhundert
Der Ursprung New Rochelles ist der Kaufvertrag zwischen Thomas Pell und den Siwanoy-Indianern bezüglich des Pelham Manor im Jahre 1654.
1687 kaufte der reiche Kaufmann und Gouverneur von New York, Jakob Leisler, vom Neffen Thomas Pells, John Pell, als Vertreter der Hugenotten 24 Quadratkilometer Land und erhielt zusätzlich 0,4 Quadratkilometer für einen französischen Kirchbau.
1689 kamen tausende Hugenotten in das Gebiet, nachdem der französische König Ludwig XIV. das Edikt von Nantes widerrufen hatte. Sie nannten ihre neue Siedlung nach dem Hafen, von dem sie aufgebrochen waren, La Rochelle. Noch heute findet sich im Hudson Park ein Denkmal, das an die französischen Siedler erinnert. 
Noch einmal schenkten John und Rachell Pell 1689 25 km² des Landes von New Rochelle an Jacob Leisler. Die Schenkung war mit der Auflage verbunden, “as an Acknowledgment to the Lord of the said Manor one Fatt Calfe on every fouer and twentieth day of June yearly and every Year Forever (if demanded)”.

### 18. Jahrhundert
1775 hielt General George Washington in New Rochelle auf seinem Weg nach Cambridge, Massachusetts, wo er den Befehl über das Heer der vereinigten Kolonien übernehmen sollte.
Im Oktober 1776 besetzte die Britische Armee New Rochelle und Larchmont. General Sir William Howe errichtete die Hauptquartiere auf den Anhöhen der North Avenue gegenüber der Eastchester Road. Die britischen Entsatztruppen, 4.000 Hessen und Waldecker unter Lieutenant-General Baron Wilhelm  zu Innhausen und Knyphausen landeten bei Davenport Neck. Die Briten verließen New Rochelle am 25. Oktober, wobei sie die Infrastruktur zerstörten. Nach der Schlacht um White Plains zwei Tage später, bei der die Briten zwar die Oberhand behielten, die Amerikaner unter Washington sich aber neu sammeln konnten, wurde das Gebiet um New Rochelle als neutral anerkannt.
Im Laufe des 18. Jahrhunderts wurde New Rochelle, das 1790 eine Bevölkerung von 692 Einwohnern besaß, zu einem größeren Dorf. 1,2 km² Land wurden 1784 ehrenhaft an den amerikanischen Patrioten Thomas Paine durch den Staat New York in Anerkennung seiner Dienste um die Unabhängigkeit übergeben.

### 19. Jahrhundert
1892 wurde die New Rochelle Public Library (öffentliche Bibliothek) an der Trinity School errichtet. Im gleichen Jahr wurde auch Rose Hill Gardens als einer der größten botanischen Gärten des Landes im 19. Jahrhundert angelegt. Die ersten Orchideen in den Vereinigten Staaten wurden hier kultiviert.

### 20. Jahrhundert
In New Rochelle wurde im Rahmen der gerichtlichen Aufhebung der Segregation zwischen Schwarzen und Weißen die Stadtverwaltung wegen der ausschließlich für Schwarze errichteten Lincoln School durch den United States Supreme Court 1962 angewiesen, die Schulbezirke neu zuzuweisen, da sie absichtlich zur Trennung zwischen schwarz und weiß gezogen worden seien. Die Lincoln School wurde schließlich 1965 geschlossen.

## Geografie
Die City of New Rochelle liegt am Long Island Sound. Es ist die zweitgrößte Stadt im Westchester County nach Yonkers.
New Rochelle gehört zu den bedeutendsten Vororten von New York City. Es liegt etwa 3,5 Kilometer von der Bronx entfernt.

## Kultur
Im frühen 20. Jahrhundert befanden sich in New Rochelle die ersten Filmstudios der USA.
- Teile des Films Catch Me If You Can finden in New Rochelle statt.
- 1941 wurde der Cartoon um Mighty Mouse in den Terrytoons Studios in New Rochelle kreiert.
- Die TV-Show The Dick Van Dyke Show mit Dick Van Dyke und Mary Tyler Moore spielte in den 1960er Jahren in New Rochelle.

## Persönlichkeiten

### Söhne und Töchter der Stadt
- Peter Faneuil (1700–1743), Kaufmann der Kolonialzeit
- Elizabeth Glendower Evans (1856–1937), Gesellschaftsreformerin
- Lydia Field Emmet (1866–1952), Malerin
- Marcus Hurley (1883–1941), Bahn-Radrennfahrer und Basketballspieler
- Walter Lantz (1899–1994), Zeichner, Regisseur und Produzent von Zeichentrickfilmen
- Virginia Berresford (1902–1995), Malerin, Grafikerin und Galeristin
- Eddie Foy junior (1905–1983), Film- und Theaterschauspieler
- Alex Raymond (1909–1956), Comiczeichner
- House Peters Jr. (1916–2008), Schauspieler
- Bill Hook (1925–2010), Schachspieler
- Burton Watson (1925–2017), Übersetzer von chinesischer und japanischer Literatur
- Lawrence Joyce Kenney (1930–1990), Weihbischof im katholischen Militärordinariat
- Anthony C. Beilenson (1932–2017), Politiker
- John Nevins (1932–2014), römisch-katholischer Bischof
- Stan Rubin (* 1933), Jazzmusiker
- Bob Denver (1935–2005), Schauspieler
- Leslie H. Gelb (1937–2019), Regierungsbeamter und Hochschullehrer
- James Bishop (* 1938), Diplomat
- Gerald D. Fischbach (* 1938), Neurowissenschaftler
- Harold Schneider (1939–1994), Filmproduzent
- Stanley R. Jaffe (1940–2025), Filmproduzent
- Donald Spoto (1941–2023), Theologe und Biograf
- Richard Roundtree (1942–2023), Schauspieler
- Marlena Shaw (1942–2024), Jazz-, R&B- und Popsängerin
- Don McLean (* 1945), Sänger
- Bud Cort (* 1948), Schauspieler
- Alan Menken (* 1949), Komponist
- Jay Leno (* 1950), Comedian
- Ralph Guggenheim (* 1951), Grafikdesigner und Filmproduzent
- Doug Hoffer (* 1951), Politiker, State Auditor von Vermont
- Bob Mintzer (* 1953), Saxophonist, Arrangeur und Komponist
- Peter Scolari (1955–2021), Schauspieler
- Daniel Dorff (* 1956), Komponist
- Annie Finch (* 1956), Lyrikerin, Übersetzerin und Herausgeberin
- Donald Verrilli (* 1957), Jurist, ehemaliger United States Solicitor General
- Max Keiser (* 1960), Ökonom
- Richard O. Prum (* 1961), Ornithologe
- Rob Morrow (* 1962), Schauspieler
- Matt Dillon (* 1964), Schauspieler
- Joey Calderazzo (* 1965), Jazzpianist
- Joshua Malina (* 1966), Schauspieler
- Mark Bomback (* 1971), Drehbuchautor
- Jordan McLean (* 1974), Komponist und Jazzmusiker
- Edson Buddle (* 1981), Fußballspieler
- Adam Rosen (1984–2021), britischer Rennrodler
- Ray Rice (* 1987), American-Football-Spieler
- Kevin Shattenkirk (* 1989), Eishockeyspieler

### Weitere Persönlichkeiten
- Frederic Remington (1861–1909), Maler und Bildhauer
- Norman Rockwell (1894–1978), Künstler
- Ruby Dee (1922–2014), Schauspielerin